# Медолюб-шилодзьоб східний
Медолюб-шилодзьоб східний (Acanthorhynchus tenuirostris) — вид горобцеподібних птахів родини медолюбових (Meliphagidae).

## Поширення
Ендемік Австралії. Птах поширений вздовж східного і південно-східного узбережжя та на Тасманії. Мешкає в сухих склерофітових лісах, чагарниках і пустошах.

## Опис
Дрібний птах, завдовжки 13–16 см, розмах крил — 18–23 см, середня вага тіла — 11 г. У самців верхня частина тіла глянсово-чорного кольору. Надхвіст і внутрішня частина крила сірі. Горло та груди білі. Посеред горла є коричнева пляма. Нижня частина грудей і живіт світло-коричневі. Самиці мають оливково-коричневі верхні частини тіла, а пляма на горлі не настільки виражена, як у самця. У дорослих птахів очі червоні, у молодняка — чорні.

## Спосіб життя
Живиться нектаром. Сезон розмноження — з серпня по січень. За сприятливих умов може бути два виводки за сезон. Гніздо — це глибока чашоподібна конструкція із трави та кори, вистелена пір'ям та м'якими рослинними волокнами, що розташоване в розвилці невеликого кущистого дерева або чагарника, на висоті 1–15 м (3–49 футів) над землею. У кладці 1-4 яйця. Самиця насиджує яйця протягом 13-16 днів. Обидва батьки годують пташенят.

## Підвиди
- A. t. cairnsensis — північно-східний Квінсленд
- A. t. dubius — Тасманія та острови Бассової протоки
- A. t. halmaturinus — південний схід Південної Австралії та острів Кенгуру
- A. t. tenuirostris — східна та південно-східна Австралія